# Лейк Белл
Лейк Сіґел Белл (нар. 24 березня 1979, Нью-Йорк) — американська акторка, сценаристка і режисерка.
Вона знялася в різних телевізійних серіалах, у тому числі в «Юридичних справах Бостона» (2004—2006), «Поверхня» (2005—2006), «Як зробити це в Америці» (2010—2011), «Дитяча лікарня» (2008—2016) і «Благослови цей безлад» (2019—2020) і у таких фільмах, як Over Her Dead Body (2008), What Happens in Vegas (2008), It's Complicated (2009), No Strings Attached (2011), Million Dollar Arm (2014), No Escape (2015), Man Up (2015), The Secret Life of Pets (2016), Shot Caller (2017), Home Again (2017), The Secret Life of Pets 2 (2019) і Black Panther: Wakanda Forever (2022).
Вона написала сценарій і зняла короткометражний фільм «Найгірший ворог», який дебютував на кінофестивалі «Санденс» у 2012 році, після чого в 2013 році відбувся її режисерський дебют у повнометражному фільмі "У світі… , в якому вона також знялася. У 2017 році вона стала режисеркою, сценаристкою, співпродюсеркою і зіграла головну роль у фільмі "Я роблю… Поки я цього не зроблю. Белл також озвучила Отруйний Плющ у серіалі Мах про Гарлі Квінн (з 2019 року дотепер) і Чорну Вдову в серіалі Disney+. Що, якщо…? (2021).

## Біографія
Вона народилася в 1979 році в Нью-Йорку. Її батьки Гарві Сіґел, єврей, і Робін Белл, протестантка. Батько акторки був власником дизайнерської компанії Robin Bell Design. У нього є старший брат Люк і дві зведені сестри: Маккензі і Кортні. Лейк відвідувала школу Чапіна в Нью-Йорку та Вестмінстерську школу в Сімсбері. Деякий час вона жила у Веро-Біч, штат Флорида, де відвідувала школу святого Едварда. Пізніше вона була студенткою Скідморського коледжу в Саратога-Спрінгс. Потім вона переїхала до Лондона, де навчалася в коледжі Роуз Бруфорд. Там вона дебютувала як акторка на сцені місцевих театрів.
Її кінокар'єра почалася в 2002 році, коли вона зіграла головну роль у фільмі Speakeasy. Її перша значна роль була у фільмі «Два життя Ґрея Еванса» (2003). Вона найбільш відома своєю роллю Ешлі у фільмі 2008 року «Наречена з того світу».

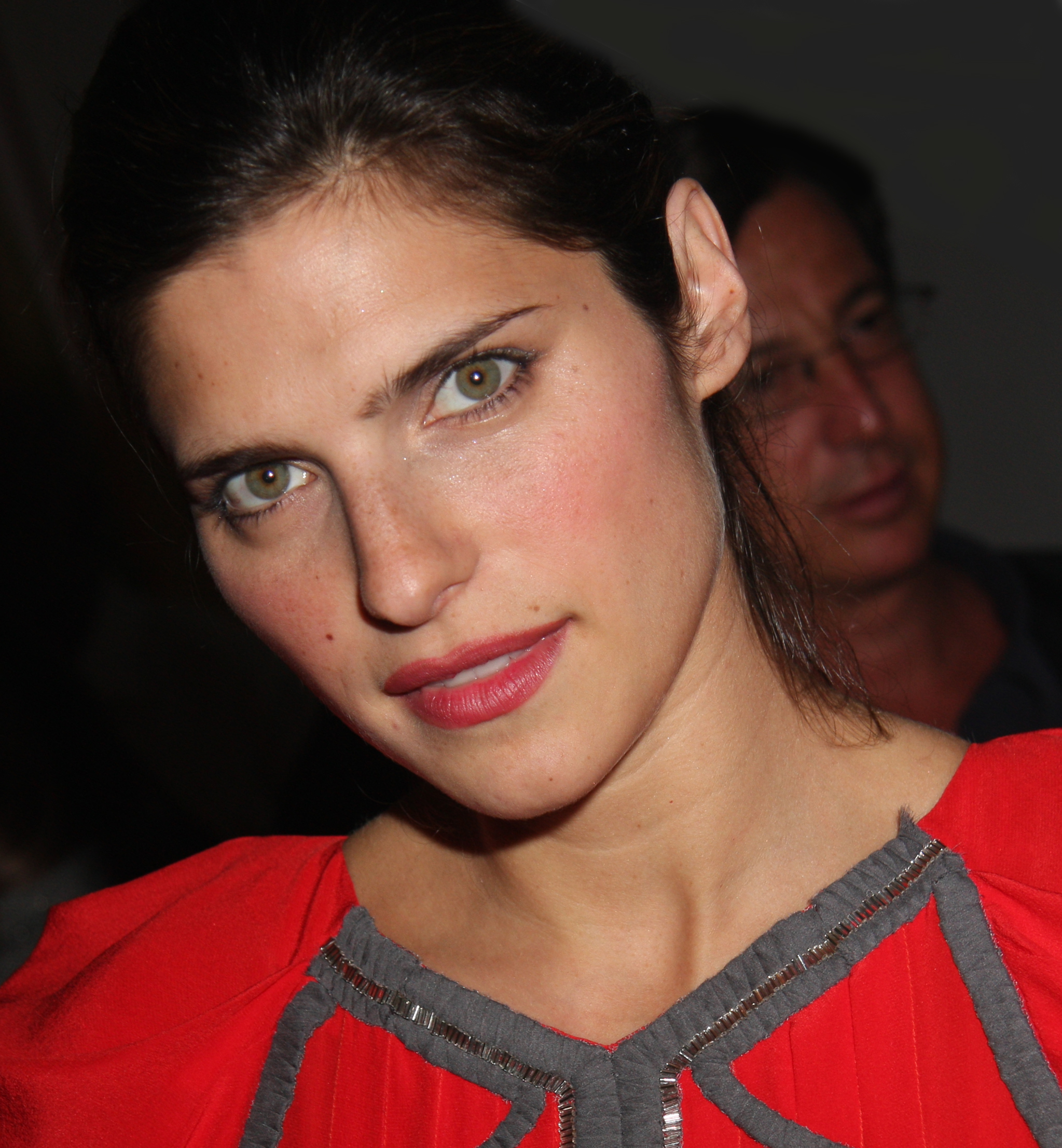
Белл у червні 2009 року

## Фільмографія

### Фільми
| Рік  | Назва                           | Role                       |
| ---- | ------------------------------- | -------------------------- |
| 2002 | Speakeasy                       | Sara Marnikov              |
| 2003 | War Stories                     | Nora Stone                 |
| 2003 | Два життя Ґрея Еванса           | Феліція                    |
| 2008 | Наречена з того світу           | Ешлі                       |
| 2008 | Пригоди у Веґасі                | Тоні "Тіппер" Саксон       |
| 2008 | Гордість і слава                | Меґан Еґан                 |
| 2009 | Як усе заплутано                | Аґнес Адлер                |
| 2010 | Шрек назавжди                   | Патрульна відьма (озвучка) |
| 2010 | Burning Palms                   | Мері Джейн                 |
| 2010 | Як це робиться в Америці        | Рейчел Чепмен              |
| 2011 | Більше ніж секс                 | Люсі                       |
| 2011 | Стара добра оргія               | Елісон Коен                |
| 2012 | Острів смерті                   | Лу                         |
| 2014 | Містер Пібоді та Шерман         | Mona Lisa (озвучка)        |
| 2015 | Крадене побачення               | Ненсі Патерсон             |
| 2015 | Немає виходу                    | Енні Двайєр                |
| 2016 | Секрети домашніх тварин         | Хлоя (озвучка)             |
| 2017 | Постріл в безодню               | Кейт Гарлон                |
| 2017 | Знову вдома                     | Зої Белл                   |
| 2018 | Людина-павук: Навколо всесвіту  | Ванесса Фіск (озвучка)     |
| 2019 | Секрети домашніх тварин 2       | Хлоя (озвучка)             |
| 2019 | Гарлі Квінн (мульсеріал)        | Отруйний Плющ              |
| 2022 | Чорна пантера: Ваканда назавжди | Доктор Ґрем                |
| 2023 | Mother, Couch                   | Anne                       |